# 圣厄拉利 (洛泽尔省)
圣厄拉利（法語：Sainte-Eulalie，法語發音：[sɛ̃t ølali] ⓘ）是法国洛泽尔省的一个市镇，属于芒德区。

## 地理
圣厄拉利（44°47'27"N, 3°28'1"E）面积21.31 平方千米，位于法国奧克西塔尼大區洛泽尔省，该省份为法国南部内陆省份，北起上盧瓦爾省和康塔爾省，西接阿韦龙省，南至加尔省，东临阿尔代什省。
与圣厄拉利接壤的市镇（或旧市镇、城区）包括：沙纳莱耶、圣保罗勒弗鲁瓦、马尔热里德地区圣德尼、利马尼奥勒河畔圣阿尔邦、拉若。
圣厄拉利的时区为UTC+01:00、UTC+02:00（夏令时）。

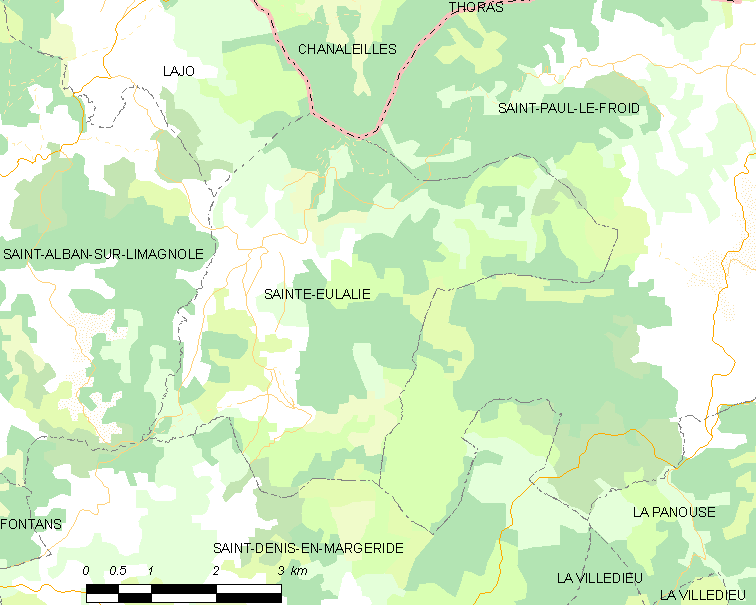
圣厄拉利的OSM定位图

## 行政
圣厄拉利的邮政编码为48120，INSEE市镇编码为48149。

## 政治
圣厄拉利所属的省级选区为利马尼奥勒河畔圣阿尔邦县。

## 人口

1962-2008年间圣厄拉利人口变化图示

圣厄拉利于2022年1月1日时的人口数量为36人。